# Nickelodeon Kids’ Choice Awards 2022
Die Nickelodeon Kids’ Choice Awards 2022 (KCA) fanden am 9. April 2022 im Barker Hangar in Santa Monica, Kalifornien statt. Es ist die 35. US-amerikanische Preisverleihung der Blimps. Dies sind orangefarbene, zeppelinförmige Trophäen mit dem Logo des Senders Nickelodeon, die in 27 Kategorien vergeben werden. International wurden weitere Kategorien gekürt – so im deutschsprachigen Raum für den Lieblings-Sänger, Lieblings-Ohrwurm, Lieblings-Social-Media-Star, Lieblings-Crew und Lieblings-Fussballer. Die Moderatorin der Verleihung ist Miranda Cosgrove zusammen mit Rob Gronkowski als Co-Moderator. Im deutschsprachigen fand die Verleihung am 13. April 2022 statt, sie wurde von den Spotlight-Stars Nevena Schöneberg und Jerome Weinert moderiert. Die diesjährige Preisverleihung hatte über 1000 Slimes.
Seit dem 15. März 2022 wurden auf dem Streamingportal Pluto TV die Nominierten der Kids’ Choice Awards 2022 präsentiert. Dieser Sender war jedoch nur temporär schaubar.

## Auftritte

### Musik-Auftritte
Am 31. März gab Nickelodeon bekannt, dass Jack Harlow und Kid Cudi bei den Kids’ Choice Awards 2022 auftreten werden. Kid Cudi sagte in einem Interview, er freut sich seine Songs Stars in the Sky und Pursuit of Happiness zu performen. Jack Harlow sang seine Songs Nail Tech, Industry Baby und First Class.

### Gäste
- Cooper Barnes
- Jayden Bartels
- Michael D. Cohen
- Charli D’Amelio
- Dixie D’Amelio
- Simon Cowell
- Isaiah Crews
- Terry Crews
- Isla Fisher
- Jordan Fisher
- Havan Flores
- Terrence Little Gardenhigh
- Gabrielle Nevaeh Green
- Dylan „Young Dylan“ Gilmer
- Kate Godfrey
- Kevin Hart
- Dana Heath
- Alaya „That Girl Lay Lay“ High
- Samuel L. Jackson
- Heidi Klum
- Jules LeBlanc
- Peyton List
- Luca Luhan
- Ralph Macchio
- Christopher Martinez
- Howie Mandel
- Ariana Molkara
- Jace Norman
- Charlie Puth
- Anton Starkman
- Unspeakable
- Sofía Vergara
- Xavier Woods
- Jill Biden[7]

## Kategorien
Die Nominierungen wurde am 9. März 2022 bekannt gegeben. Seit diesem Tag können Kinder und Jugendliche über die Internetseite von Nickelodeon, die Nick-App, Twitter und Facebook für ihre Kandidaten stimmen.

### Fernsehen
| - High School Musical: Das Musical: Die Serie - Are You Afraid of the Dark? - Danger Force - Zuhause bei Raven - Ein Mädchen namens Lay Lay - Der Babysitter-Club - Joshua Bassett – High School Musical: Das Musical: Die Serie - Raphael Alejandro – Camp Kikiwaka - Cooper Barnes – Danger Force - Young Dylan – Tyler Perry’s Young Dylan - Bryce Gheisar – Die Astronauten & Are You Afraid of the Dark? - Luca Luhan – Danger Force - Olivia Rodrigo – High School Musical: Das Musical: Die Serie - Malia Baker – Der Babysitter-Club & Are You Afraid of the Dark? - Havan Flores – Danger Force - Raven-Symoné – Zuhause bei Raven - That Girl Lay Lay – Ein Mädchen namens Lay Lay - Sofia Wylie – High School Musical: Das Musical: Die Serie - SpongeBob Schwammkopf - Jurassic World: Neue Abenteuer - Looney Tunes Cartoons - Teen Titans Go! - Willkommen bei den Louds - The Smurfs | - iCarly - Cobra Kai - The Flash - Loki - WandaVision - Young Sheldon - Tom Hiddleston – Loki - Iain Armitage – Young Sheldon - Nathan Kress – iCarly - Ralph Macchio – Cobra Kai - Jeremy Renner – Hawkeye - Jerry Trainor – iCarly - Miranda Cosgrove – iCarly - Peyton List – Cobra Kai - Mary Mouser – Cobra Kai - Elizabeth Olsen – WandaVision - Yara Shahidi – Blask-ish/Grown-ish - Hailee Steinfeld – Hawkeye - America's Got Talent - American Idol - Kids Baking Championship - Lego Masters - The Masked Singer - Wipeout |

### Film
| - Spider-Man: No Way Home - Cinderella - Clifford der große rote Hund - Jungle Cruise - Space Jam: A New Legacy - Tom & Jerry - Tom Holland – Spider-Man: No Way Home - John Cena – Fast & Furious 9 - Vin Diesel – Fast & Furious 9 - LeBron James – Space Jam: A New Legacy - Dwayne Johnson – Jungle Cruise & Red Notice - Ryan Reynolds – Free Guy & Red Notice - Zendaya – Spider-Man: No Way Home & Dune - Emily Blunt – Jungle Cruise - Camila Cabello – Cinderella - Scarlett Johansson – Black Widow - Angelina Jolie – Eternals - Emma Stone – Cruella | - Encanto - Luca - Paw Patrol – Der Kinofilm - Sing 2 – Die Show deines Lebens - Boss Baby – Schluss mit Kindergarten - SpongeBob Schwammkopf: Eine schwammtastische Rettung - Scarlett Johansson – Sing 2 – Die Show deines Lebens - Awkwafina – SpongeBob Schwammkopf: Eine schwammtastische Rettung - Tom Kenny – SpongeBob Schwammkopf: Eine schwammtastische Rettung - Keanu Reeves – SpongeBob Schwammkopf: Eine schwammtastische Rettung - Charlize Theron – Die Addams Family 2 - Reese Witherspoon – Sing 2 – Die Show deines Lebens |

### Musik
| - BTS - Black Eyed Peas - Florida Georgia Line - Jonas Brothers - Maroon 5 - Migos - Ed Sheeran - Justin Bieber - Drake - Bruno Mars - Shawn Mendes - The Weeknd - Ariana Grande - Adele - Cardi B - Billie Eilish - Lady Gaga - Taylor Swift - Happier Than Ever – Billie Eilish - Easy on Me – Adele - Up – Cardi B - Bad Habits – Ed Sheeran - All Too Well – Taylor Swift - Take My Breath – The Weeknd - Happier Than Ever – Billie Eilish - 30 – Adele - Justice – Justin Bieber - Al Anesa Farah (Music from the Original TV Series) - Certified Lover Boy – Drake - Fearless (Taylor's Version) – Taylor Swift - Red (Taylor's Version) – Taylor Swift | - Olivia Rodrigo - Chloe - Glass Animals - Jack Harlow - Saweetie - Walker Hayes - Stay – The Kid Laroi mit Justin Bieber - Beautiful Mistakes – Maroon 5 mit Megan Thee Stallion - Best Friend – Saweetie mit Doja Cat - Leave Before You Love Me – Marshmello mit Jonas Brothers - Rumors – Lizzo mit Cardi B - Save Your Teens – The Weeknd mit Ariana Grande - Dixie D’Amelio - Johnny Orlando - Addison Rae - JoJo Siwa - That Girl Lay Lay - Oliver Tree - Adele – Vereinigtes Königreich - BTS – Asien - Camilo – Lateinamerika - Rosalía – Europa - Tems – Afrika - Tones and I – Australien |

### Sport
| - Tom Brady - Stephen Curry - LeBron James - Patrick Mahomes II - Cristiano Ronaldo - Shaun White | - Chloe Kim - Sasha Banks - Simone Biles - Naomi Ōsaka - Candace Parker - Serena Williams |

### Andere
| - MrBeast - Austin Creed - Ninja - Ryan’s World - Spencer X - Unspeakable - Charli D'Amelio - Addison Rae - Emma Chamberlain - Kids Diana Show - Lexi Rivera - Miranda Sings | - Minecraft - Brookhaven - Just Dance 2022 - Mario Party Superstars |

### Deutschland, Österreich, Schweiz
Zusätzlich zu den US-amerikanischen Kategorien kann man im deutschsprachigen Raum für den Lieblings-Sänger, Lieblings-Ohrwurm, Lieblings-Social-Media-Star, Lieblings-Crew und Lieblings-Fussballer abstimmen.
| - Lena - Lea - Luna - Mark Forster - Nico Santos - Zoe Wees - Girls Like Us – Zoe Wees - blau – Luna - Faded Love – Leony - Stark – Sarah Connor - Younes Zarou - julesboringlife - Karim Jamal - Nic Kaufmann - Tina Neumann - twenty4tim - Elevator Boys (Elevator Mansion) - Gewitter im Kopf - Rocket Beans - Spotlight - Lea Schüller - Christopher Nkunku - Florian Wirtz - Jude Bellingham - Laura Freigang - Nicole Billa |